# Brian Gleeson
Brian Gleeson (* 14. listopadu 1987 Dublin, Irsko) je irský herec. Zahrál si především ve filmu Sněhurka a lovec.

## Životopis
Brian se narodil v hlavním městě Irska, Dublinu. Jeho rodiči jsou Mary a Brendan Gleesonovi. Má 3 bratry. Nejstarší Domhnall je také herec.